# به دنبال جنگ شیشه‌ای (فیلم)
اتوبوس سفید (به انگلیسی: The White Bus) فیلمی محصول سال ۱۹۷۰ و به کارگردانی فرانک پیرسون است. در این فیلم بازیگرانی همچون کریستوفر جونز، پیا دگرمارک، رالف ریچاردسون، پال راجرز، آنتونی هاپکینز، سوزان جرج، ری مک‌آنالی، آنا مسی، ویویان پیکلز، تیموتی وست، سیلوا لانگووا و آنجلا داون ایفای نقش کرده‌اند.